# Aldeia Nova do Cabo
Aldeia Nova do Cabo is een plaats (freguesia) in de Portugese gemeente Fundão en telt 683 inwoners (2001).